# Cossedia
Cossedia is een geslacht van vlinders van de familie visstaartjes (Nolidae), uit de onderfamilie Chloephorinae.

## Soorten
- C. erateinalis Walker, 1865
- C. hyriodes Hampson, 1912
- C. proesei Kobes, 1983
- C. semiflava Hampson, 1905